# 圣拉绍
圣拉绍（法語：Saint-Racho，法語發音：[sɛ̃ ʁaʃo]）是法国索恩-卢瓦尔省的一个市镇，属于沙罗勒区。

## 地理
圣拉绍（46°15'54"N, 4°22'5"E）面积10.57 平方千米，位于法国勃艮第-弗朗什-孔泰大區索恩-卢瓦尔省，该省份为法国中部省份，北起顺时针与科多尔省、汝拉省、安省、罗讷省、卢瓦尔省、阿列省和涅夫勒省接壤。
与圣拉绍接壤的市镇（或旧市镇、城区）包括：沙特奈、艾格佩斯、圣伊尼德韦尔、昂格吕尔苏丹、米西苏丹、瓦雷讷苏丹。

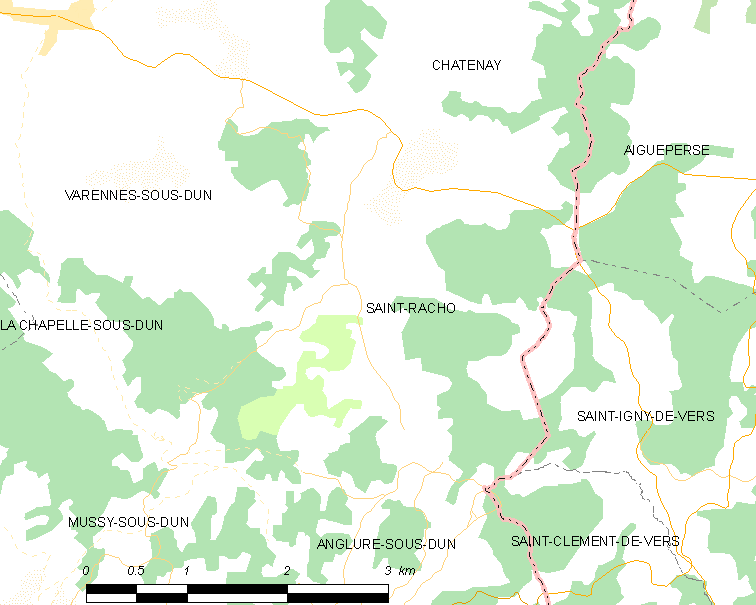
圣拉绍的OSM定位图

圣拉绍的时区为UTC+01:00、UTC+02:00（夏令时）。

## 行政
圣拉绍的邮政编码为71800，INSEE市镇编码为71473。

## 政治
圣拉绍所属的省级选区为绍法耶县。

## 人口

1962-2008年间圣拉绍人口变化图示

圣拉绍于2022年1月1日时的人口数量为150人。